# Ліпінкі (Любуське воєводство)
Ліпінкі (пол. Lipinki) — село в Польщі, у гміні Слава Всховського повіту Любуського воєводства.
Населення — 640 осіб (2011).
У 1975-1998 роках село належало до Зеленогурського воєводства.

## Демографія
Демографічна структура станом на 31 березня 2011 року:
|          | Загалом | Допрацездатний вік | Працездатний вік | Постпрацездатний вік |
| -------- | ------- | ------------------ | ---------------- | -------------------- |
| Чоловіки | 316     | 79                 | 215              | 22                   |
| Жінки    | 324     | 72                 | 186              | 66                   |
| Разом    | 640     | 151                | 401              | 88                   |